# Prosactogaster enneatoma
Prosactogaster enneatoma är en stekelart som först beskrevs av Jean-Jacques Kieffer 1913.  Prosactogaster enneatoma ingår i släktet Prosactogaster och familjen gallmyggesteklar. Inga underarter finns listade i Catalogue of Life.